# 普雷里克里克鎮區 (內布拉斯加州南斯縣)
普雷里克里克鎮區（英語：Prairie Creek Township）是位於美國內布拉斯加州南斯縣的一個行政鎮區。

## 地方資料
普雷里克里克鎮區的面積為114.85平方千米，當中陸地面積為114.21平方千米，而水域面積為0.64平方千米。根據2020年美國人口普查的數據，當地共有人口117人，而人口密度為每平方千米1.02人。